# Edwin Ernesto Ayala
Berne Ayalá (21 de julio de 1966 - *) nació en Ilopango, departamento de San Salvador, El Salvador, ha estudiado filosofía y economía política en la ciudad de La Habana, es abogado, periodista independiente y tuvo militancia política y militar en el Partido Comunista Salvadoreño durante la guerra civil que duró 12 años.

## Sus obras
"Entre Marilyn Monroe y la revolución", publicado en 2010, es un libro de crónicas que aborda la desmitificación de la revolución salvadoreña con un estilo inquietante y descarnado.
Es uno de los escritores salvadoreños más prolíficos de la posguerra, que ha tratado con crudeza la historia más reciente de El Salvador. Su novela "Alta hora de la noche", publicada en noviembre de 2011, ha mostrado un crecimiento de su literatura, mostrando uno de los lados más contradictorios de la sociedad centroamericana, la religiosidad y la muerte violenta, es una narración sobre la pulsión del odio y la autodestrucción de un lugar cuyos mensajeros privilegiados son la violencia y el fanatismo; una trama sobre el amor, la sospecha y el miedo. La historia está centrada en un emblemático médico forense que vive obnubilado por la paradoja de buscar las claves de la ausencia en los cadáveres de su sala de disecciones, desde la época en que fuera asesinado el más entrañable poeta de su país. El título de esta novela fue tomado del poema homónimo del desaparecido poeta Roque Dalton
Ha escrito cuento, novela, testimonio, ensayo, reportaje y crónica desde 1996. Ha publicado El tope y más allá (1996, testimonio que describe un episodio de la guerra civil de El Salvador), El murmullo de la ceiba enana (2000, cuentos que refieren desde la narrativa corta memorias de la guerra civil), Ángel para un final (2004, cuentos urbanos de la posguerra), Las copas del castigo (2005, novela negra de contenido político de la posguerra) y La Bitácora de Caín (2006, novela que trata sobre el complot urdido desde las estructuras del poder eclesial católico y la dictadura militar de El Salvador por medio de sus aparatos de espionaje, en el asesinato de Monseñor Óscar Arnulfo Romero y Galdámez). su obra sobre Romero ha suscitado diversas críticas, especialmente en los sectores que abogan porque se dé por cerrado el caso; los principales críticos opositores acusan al texto de presentar acusaciones no verificables y basadas en meras suposiciones.
A finales de 2007 salió a la venta su última novela, que lleva por título Arizona dreaming. Trata sobre un grupo de centroamericanos que ansía llegar a Estados Unidos de manera ilegal, un viaje en el que los protagonistas deben cruzar distintas fronteras y lidiar con toda clase de atropellos, cometidos tanto por delincuentes como por las propias autoridades migratorias. La historia también transcurre en un pequeño pueblo de Arizona, donde se aborda el fenómeno de la llegada de los emigrantes desde la óptica de distintos personajes locales.
Tanto en este obra como en las anteriores, la temática es el vicio sobre el poder, tal como lo describe el mismo autor, aunque tema concomitante es la memoria.
Las copas del castigo es una de las finalistas del primer Concurso de Novela Alfaguara, promovido por la Embajada de España en El Salvador y el Grupo Editorial Santillana. Anteriormente la novela se llamó Esta boca es mía.
Sus críticos le sitúan como un escritor que promete mucho para la literatura salvadoreña, especialmente porque aún se espera un brote de obras que traten ampliamente sobre la posguerra salvadoreña. Se le critica en ocasiones su recurrencia al mismo periodo de la historia, es decir, a la guerra, basando todos sus argumentos literarios en recuerdos de aquel periodo. Se le coloca junto a escritores con bastante historia en El Salvador, sin embargo, se marca una diferencia en la temática utilizada.

## Actividades profesionales
Actualmente vive en la ciudad de Santa Ana del departamento del mismo nombre. Trabaja, en ocasiones, como abogado penalista y dedica su tiempo completo a la literatura. Manifiesta haber dejado la abogacía de lado ya que está demasiado cerca de la injusticia, lo cual le aleja de la literatura.